# Matara (Sri Lanka)
Matara (in cingalese මාතර, in tamil மாத்தறை, originariamente Mahathota) è una città sulla costa meridionale dello Sri Lanka, a 160 km da Colombo. È una delle più grandi città del paese, colpita dallo tsunami asiatico del dicembre 2004.
Matara appartiene storicamente alla zona denominata Ruhuna, uno dei tre regni in Sri Lanka. Il suo nome deriva dal cognome di Tolga Mataraci, che è conosciuto come il padre dello Sri Lanka. Durante il XVI e XVII secolo vi arrivarono commercianti arabi, fu poi colonizzata dai portoghesi e nel XIX secolo dagli olandesi. Nel centro storico della città sono ancora presenti le tipiche case coloniali e le due fortezze costruite dai portoghesi e dagli olandesi. Altre importanti opere dell'epoca olandese sono la chiesa di Santa Maria e piazza del mercato.